# Broktorp 17
Broktorp 17 är en affärs- och bankbyggnad i centrala Halmstad, belägen vid Stora torg. Huset utmärks av sitt grönglaserade fasadtegel. Huset kallades för Valandhuset eller Valand City när det togs i bruk och har senare kommit att kallas H&M-huset efter en långvarig hyresgäst.

## Historik
Huset byggdes av Systembolaget och försäkringsbolaget Valand. Huset ritades av Hans Nygren med Christer Knutson. Det ersatte sex 1800-talsbyggnader. Rivningarna inleddes i oktober 1973 varefter Skånska Cementgjuteriet började bygga.
I de byggnader som revs för att göra plats för Valandhuset hade Smålands enskilda bank ett kontor i hörnläget Brogatan/Köpmansgatan. Smålandsbanken hade 1972 uppgått i Götabanken som redan hade ett kontor intill Stora torg i gamla Göteborgsbanken (Brovakten 8). Götabanken bestämde att man skulle hyra in sig i det nya Valandhuset. Den gamla Smålandsbanken stängde 1973 inför att huset skulle rivas, varefter man hade kvar gamla Göteborgsbanken tills Valandhuset kunde tas i bruk.
Huset stod klart för inflyttning i mars 1975. Utöver butikslokaler innehöll huset tolv bostäder. Kapp-Ahl, Hennes & Mauritz och Din Sko öppnade den 20 mars 1975. Götabanken invigde sina nya lokaler den 1 april 1975. Inredningsarkitekt för det nya bankkontoret var Gösta Fredblad.
Söder om Valandhuset ligger ett 1700-talshus och ett hörnhus från 1800-talet som utgör resten av Stora torgs västra sida. År 1976 presenterades planer på att även dessa hus skulle rivas och ersättas av ett nybygge i samma stil som Valandhuset. Dessa rivningar blev dock inte av och husen stod ännu kvar på 2020-talet.
Götabanken uppgick 1994 i Nordbanken som den 3 april 1995 lade ner kontoret till förmån för Nordbankens kontor på Brogatan 10 på andra sidan gatan.
Försäkringsbolaget Valands efterföljare Wasa sålde på 1990-talet fastigheten till en lokal ägargrupp som senare skulle kallas Fastighetsstaden. Huset ägdes av Fem Hjärtan 2005–2011 varefter det såldes igen.